# 대한민국 형법 제113조
대한민국 형법 제113조는 외교상 기밀누설죄에 관한 형법 각칙의 조문이다.

## 조문
제113조 【외교상기밀의 누설】
① 외교상의 기밀을 누설한 자는 5년 이하의 징역 또는 1천만원 이하의 벌금에 처한다.
② 누설할 목적으로 외교상의 기밀을 탐지 또는 수집한 자도 전항의 형과 같다.